# Thomas Leiper
Thomas Leiper (Strathaven, 15 dicembre 1745 – Contea di Delaware, 6 luglio 1825) è stato un imprenditore e politico statunitense di origine scozzese che ha combattuto durante la guerra d'indipendenza americana. Fu il primo americano a costruire una ferrovia permanente.

## Biografia
Leiper studiò a Glasgow, emigrando nel Maryland nel 1763. Nel 1765 si trasferì a Philadelphia ed apri un'azienda di immagazzinamento ed esportazione di tabacco. Quando iniziò la guerra d'indipendenza americana, la sua azienda non poté continuare a negoziare perché fu giuridicamente impedito il commercio. Leiper colse l'occasione di espandere i suoi commerci, diventando ben presto l'agente principale del tabacco in Philadelphia.
Alcuni anni dopo Leiper costruì alcuni grandi mulini per la lavorazione del tabacco da fiuto nella contea di Delaware. Nel 1780 comprò delle cave nei pressi dei mulini, che provvederono a rifornire di pietre i cantieri per la costruzione di ponti ed edifici. Il granito della cava Leiper fu utilizzato per la costruzione del College di Swarthmore e per la Chiesa Presbiteriana di Leiper. Le imprese di Leiper ebbero successo e gli permisero di contribuire personalmente al miglioramento di Philadelphia e della zona di Delaware, in particolare di Avondale, vicino alla sua residenza di campagna.
Leiper fu un convinto sostenitore del Partito Democratico ed è stato attivo come presidente di assemblee cittadine ; fu il primo a candidare il generale Andrew Jackson per la presidenza. Fu un elettore presidenziale, direttore di banche della Pennsylvania e degli Stati Uniti, commissario per la difesa della città nel e infine presidente del consiglio comune della città di Philadelphia. Leiper morì nella Contea di Delaware il 6 luglio 1825.